# REMPEC
Le Centre Régional Méditerranéen pour l'Intervention d'Urgence contre la Pollution Marine Accidentelle (REMPEC) soutient les États côtiers méditerranéens à ratifier, transposer, mettre en œuvre et appliquer les conventions internationales relatives à la prévention, la réduction et la surveillance de la pollution du milieu marin provenant des navires.
Le REMPEC est l'un des Centres d'Activités Régionales du  Plan d'Action pour la Méditerranée (PNUE/PAM) et est administré par l'Organisation maritime internationale (OMI). Le Centre est hébergé par le gouvernement de Malte.

## Objectifs
Le rôle du REMPEC est de contribuer à la prévention et à la réduction de la pollution en provenance des navires, et de combattre la pollution en cas d'accident. Ses principaux objectifs sont de:
- Renforcer les capacités des États côtiers de la Méditerranée
- Faciliter la coopération régionale entre ces États en cas de pollution accidentelle majeure, et obtenir une aide internationale hors de la région si nécessaire
- Aider les États côtiers de la région Méditerranée qui en font la demande à développer leurs propres capacités nationales pour faire face à toute pollution accidentelle
- Faciliter l'échange d'informations, la coopération technologique et la formation.

Pour atteindre ces objectifs, une première réunion de coordination sur la stratégie méditerranéenne (2022-2031) a été organisée par le REMPEC en février 2023. Une deuxième doit avoir lieu en 2024.